# Саука, Майкл-Фредрик Пол
Майкл-Фредрик Пол Саука (англ. Michael-Fredrick Paul Sauka; 1934 — 15 августа 1990) — малавийский поэт и композитор. Писал на языке ньянджа.

## Биография
В возрасте 29 лет Саука написал песню «Боже, благослови Малави» в стиле традиционных африканских песен; в 1964 году она стала национальным гимном Малави.
Поэт также развивал различные теории, связанные с традиционной музыкой и поэзией Африки. В 1967 году Саука читал лекцию A Talk on Tribal Music (Разговор о племенной музыке), привлекшую внимание в Малави.
Саука умер в нищете в 1990 году, так и не получив денежную выплату за сочинение гимна Малави. Его семья много лет безуспешно пыталась решить этот вопрос с правительством страны.